# Municipalità locale di Maruleng
Maruleng è una municipalità locale (in inglese Maruleng Local Municipality) appartenente alla municipalità distrettuale di Mopani della provincia del Limpopo in Sudafrica.
Il suo territorio si estende su una superficie di 3.244 km² ed è suddiviso in 12 circoscrizioni elettorali (wards). Il suo codice di distretto è LIM335.

## Geografia fisica

### Confini
La municipalità locale di Maruleng confina a nord con quelle di Ba-Phalaborwa e Greater Tzaneen, a sud con quelle di Bushbuckridge e Thaba Chweu (Ehlanzeni), a ovest con quelle di Greater Tubatse (Greater Sekhukhune) e Lepele-Nkumpi (Capricorn) e a est con l'Area della Gestione del Distretto LIMDMA32.

### Città e comuni
- Banereng Ba Letsoalo
- Banereng Ba Sekororo
- Diphuti
- Dublin
- Hoedspruit
- Klaserie
- Letaba
- Lorraine
- Mametja
- Maruleng
- Mica
- Naphuno
- Ofcolaco
- Olifantstenk
- Palmloop
- Trichardtsdal

### Fiumi
- Blyde
- Ga-Selati
- Klaserie
- Makhutswi
- Mohlabetsi
- Mohlolobe
- Molomahlapi
- Monwana
- Moungwane
- Olifants
- Rietspruit
- Timbavati

### Dighe
- Klaserie Dam